# Mike Tyson
Michael Gerard Tyson kendt som Mike Tyson (også kaldt Malik Abdul Aziz) (født 30. juni 1966 i Brooklyn, New York City, USA) er en amerikansk tidligere verdensmester i sværvægtsboksning. Da Tyson befandt sig på toppen af sin karriere, blev han af mange anset for at være en af sin tids bedste boksere. Han kombinerede enorm slagkraft med en hurtighed i slagkombinationerne på en måde, som var ukendt i sværvægtsboksning. Derved kompenserede han rigeligt for sin beskedne højde (178 cm) og korte rækkevidde. Han vandt langt de fleste af sine sejre på knock out, heraf 24 allerede i 1. omgang. Modstanderne forlod ofte ringen med en brækket næse, eller blødende fra dybe flænger i ansigtet.
I sin "guldalder" i den sidste halvdel af 1980'erne vandt han over alle udfordrerne, og var en af den tids mest frygtede boksere. I 1986 blev Tyson den hidtil yngste verdensmester i sværvægtsboksning, med en knock out sejr over WBC-mesteren Trevor Berbick i anden omgang. Han vandt mesterskabet i alle tre bokseforbund (WBC, WBA, IBF), efter endnu to titelkampe, mod James Smith og Tony Tucker. Mange regner hans sejr over Michael Spinks i 1988 som karrierens største. Spinks blev talt ud efter 91 sekunders boksning.
Tysons karriere stoppede, da hans personlige problemer samt problematiske adfærd i og uden for ringen tog overhånd. Han “mistede” således titlen til den ret ordinære bokser James Buster Douglas i Tokyo 11. februar 1990. Resultatet var omstridt og Tyson's promotor Don King, protesterede over resultatet, og påstod at Douglas fik for lang tælling i den 8 omgang, hvor han var blevet slået i gulvet af Mike Tyson. World Boxing Association og World Boxing Council var enige og suspenderede anerkendelsen af Douglas som champion, mens International Boxing Federation accepterede at resultatet var i orden.
Tyson tilbragte 3 år i fængsel (1992-95) grundet en voldtægtsdom. Han gjorde dog comeback i december 1995. Tyson blev atter verdensmester i en kort periode i 1996. Efter flere forsøg på at generobre titlen som verdens bedste sværvægtsbokser opgav han til sidst efter nederlaget til den middelmådige bokser Kevin McBride, den 11. juni 2005.

## Fakta fra Tysons karriere
- Som 20-årig blev han den hidtil yngste verdensmester nogensinde i sværvægtsboksning, i 1986.
- Kåret til årets bokser af Ring Magazine i 1986 og 1988
- Boksede og tabte mod Evander Holyfield i årets kamp 1996, kåret af Ring Magazine.
- Han blev dømt som taber og fik karantæne, da han under en kamp i 1997 bed et stykke af Evander Holyfields øre.

## Efter boksekarrieren
Mike Tyson har i dag etableret Iron Mike Promotions, der arrangerer boksekampe. Første boksestævne arrangeret af Iron Mike Promotions blev afviklet i USA den 23. august 2013.
Han besluttede i 2013 at blive veganer, for "at rense sin krop for dårlig kokain".
I 2014 udkom Mike Tysons selvbiografi Mit livs kamp (eng. Undisputed Truth). Undisputed Truth er også navnet på et one-man show, som Mike Tyson rejste rundt med før bogens udgivelse.